# Hedjet
Pour un article plus général, voir Attributs du pharaon.
Pour l'hiéroglyphe égyptien, voir Hedjet (hiéroglyphe égyptien S1).

La couronne Hedjet

La couronne Hedjet « la Blanche, la Brillante », est une couronne blanche originaire de la Haute-Égypte au temps de l'Égypte antique.
Cette couronne, adoptée par les rois de Haute-Égypte, se présente sous la forme d'un bonnet se rétrécissant vers le haut et se terminant par un renflement.
Pour symboliser l'union de la Haute-Égypte et de la Basse-Égypte, le pharaon ceint les deux couronnes à la fois. La couronne rouge du nord, la couronne Decheret, encercle la couronne blanche du sud, la couronne Hedjet, qui semble surgir de la première. Cet emblème porté par le roi est appelé Pschent.
| S1 |

| S1 |

| S2 |

| S2 |

## Origine
Le blanc est la couleur de la Haute-Égypte, placée sous la protection de la déesse vautour Nekhbet, dont l'emblème est la couronne blanche. Le blanc vient de Nekhen, cité d'élection de la Haute-Égypte dans les temps reculés, où la fleur de lotus, symbole de pureté, s'épanouissait en abondance.

## Couronnes de l'Égypte antique
- Couronne Atef,
- Couronne blanche Hedjet,
- Couronne bleue Khépresh,
- Couronne Hemhem,
- Couronne Hénou,
- Couronne rouge Decheret,
- Couronne Ourerèt,
- Couronne Tjèni,
- Bandeau Seshed,
- Coiffe Némès,
- Double couronne Pschent.